# Marianna Li Calzi
Marianna Li Calzi (Campobello di Licata, 21 marzo 1949) è un'ex magistrata ed ex politica italiana.

## Biografia
Laureata in Giurisprudenza, è magistrato dal 1976 come Pretore di Canicattì, poi alla corte d'appello di Palermo e poi di Caltanissetta, fino al 1994.
Eletta alla Camera nel 1994 nel proporzionale nella lista di Forza Italia, nel collegio Campania 1. È sottosegretario di Stato al Ministero dell'Interno nel Governo Berlusconi.
Rieletta nel 1996 alla Camera, ma in Puglia, lascia nel 1997 il centro destra per aderire a Rinnovamento Italiano  e diviene nel 1998 con il centrosinistra Sottosegretario alla Giustizia nel primo e secondo governo D'Alema, e poi nel governo Amato.
Nel 1999 passa all'Udeur di Mastella. Non rieletta nel 2001, torna in magistratura per sei anni, prima di dimettersi nel 2007.
Alle elezioni politiche del 2008 è capolista al Senato, circoscrizione Lazio, del Mpa ma non è eletta.
Un mese dopo è designata dal neopresidente della Regione Siciliana Raffaele Lombardo quale rappresentante della Regione nel consiglio di amministrazione di Unicredit group fino al 2015, e successivamente è presidente dell'organismo di vigilanza. È anche vicepresidente di Credifarma.
Dal 2011 è membro del consiglio di amministrazione di Civita Sicilia srl.

## Opere
Questione giustizia oggi: referendum o iniziativa legislativa? Atti dell'incontro dibattito, 23-24 gennaio 1987, a cura di Marianna Li Calzi, 1988, Istituto Gramsci Siciliano.